# Grevillea leucopteris
Grevillea leucopteris  es una especie de arbusto  del gran género  Grevillea perteneciente a la familia  Proteaceae. Es originaria del sudeste de  Australia Occidental. 

## Descripción
Crece hasta alcanzar un tamaño de 5 metros de altura y produce flores con olor desagradable de color blanco o crema entre julio y enero (a mediados de invierno a mediados de verano) en su hábitat nativo.

## Taxonomía
Grevillea leucopteris fue descrita por Carl Meissner y publicado en Hooker's Journal of Botany and Kew Garden Miscellany 7: 76. 1855.
Etimología
Grevillea, el nombre del género fue nombrado en honor de Charles Francis Greville, cofundador de la Royal Horticultural Society.
leucopteris: epíteto
Sinonimia
- Grevillea segmentosa F.Muell.[2]